# توماس كلاركسون
توماس كلاركسون (بالإنجليزية: Thomas Clarkson)‏ إنكليزي عاش في الفترة بين (28 مارس 1760م) و (26 سبتمبر 1846م)، كان مؤيّدًا لإلغاء عقوبة الإعدام، وأحد روّاد الحملة ضد تجارة الرِق (العبيد) في الإمبراطورية البريطانية. ساعد في تأسيس جمعيّة إلغاء تجارة الرِق، وساهم في الوصول لإقرار قانون تجارة العبيد لعام 1807م، وبذلك أنهت بريطانيا تجارة العبيد.
سعى «كلاركسون» في سنواته الأخيرة لإلغاء العبودية في جميع أنحاء العالم، لتتركّز بعدها في الأمريكيّتين. وفي عام 1840م كان «كلاركسون» المتحدث الرئيس في مؤتمر مكافحة العبودية (المعروف باسم مكافحة العبودية الدولية) في لندن الذي شنّ فيه حملة لإنهاء العبودية في بلدان أخرى.

## نشأته والتعليم
كان «كلاركسون» ابنًا للقس الأنجليكاني «جون كلاركسون» (1710م-1766م). التحق بمدرسة «وزبك جرامر» التي كان والده يشغل فيها منصب الإدارة، ذهب بعدها إلى مدرسة «سانت بول» في لندن، وفي عام 1775م، أكمل تعليمه الجامعي في كليّة «سانت جون» التابعة لكامبردج في أوائل عام 1779م. كان طالبًا متفوّقًا مستمتعًا بجامعته، ومع ذلك كان جادًا ومتفانيًا. نال درجة البكالوريوس في عام 1783م، فكان من المقرر أن يستمر في كامبريدج ليلحق ركبَ أبيه ويدخل الكنيسة الأنجليكانية. عُيّن شمّاسًا للكنيسة لكنّه لم يتبع أبدًا أوامر القِس.

## كشف أهوال العبودية
دخل «كلاركسون» في منافسة المقالات اللاتينية التي كانت ستضعه في البرنامج لبقيّة حياته، فكان موضوع المقال بعنوان (هل يجوز استعباد المُعارضين؟)، وضع «بيتر بيكارد» نائب رئيس الجامعة هذا العنوان، وهذا ما قاد «كلاركسون» للنظر في قضيّة تجارة الرِق (العبيد)، فتعمّق بالقراءة حول هذا الموضوع، بما في ذلك أعمال «أنتوني بينزيت»، ودور جمعية الأصدقاء الدينية في إلغاء العبودية، والحسابات الرئيسة المباشرة لتجارة العبيد مثل رحلات «فرانسيس مور» إلى الأجزاء الداخلية لأفريقيا، وبحث عن الموضوع أيضًا عن طريق الاجتماعات ومقابلة من لديهم خبرة شخصيّة في تجارة الرِق.
بعد الفوز بالجائزة، قال «كلاركسون» إنه تلقّى ما أسماه بالإلهام الروحي من الله، وذلك أثناء ترحاله بين كامبردج ولندن على ظهر الخيل. أنهى رحلته في قرية ويدزمل الواقعة في هيرتفوردشاير.

كتب لاحقًا:
«كما هو المعتاد في مجلس الشيوخ أن تُقرأ هذه المقالات علنًا، استُدعيت إلى كامبريدج لهذا الغرض بعد أن أُعلن عن الجائزة بفترة قليلة، ذهبت ممثلًا مكتبي، وعند العودة إلى لندن، سبّب لي هذا الموضوع تشويشًا لكامل أفكاري، فكنت أفكر بها بشكل جديّ في بعض الأحيان أثناء سيري على الطريق أوقف حصاني، وأترجّل عنه وأمشي. كثيرًا ماكنت أقنع نفسي في هذه الفترات بأن محتويات مقالي لا يمكن لها أن تكون صحيحة، ومع ذلك، كلّما فكرت بها، أو إن جاز التعبير كلما فكّرت في السلطات التي نتجت عنها، أعطيتهم الفضل لذلك. وعندما تراءت لي قرية ويدزمل الواقعة في هيرتفوردشاير، جلست على جانب الطريق، وبدأت الأفكار تجول في عقلي ما إذا كانت محتويات المقال صحيحة، فإنه قد حان الوقت لأن يرى شخص ما هذه المصائب حتى نهايتها، وعلى هذا المنوال وصلت إلى منزلي وأنا ضائقٌ صدري، كان ذلك في صيف 1785م».
أدّت هذه التجربة وإحساس الإلهام في نهاية المطاف إلى أن يُكرّس كلاركسون حياته لإلغاء تجارة العبيد.
بعد ترجمة هذا المقال من الأطروحة اللاتينية إلى الإنجليزية، ليضمّ أكبر شريحة من الجمهور، نشر كلاركسون عام 1786 مقالًا عن العبودية وتجارة البشر وخاصة الأفريقيين، وذلك على شكل كُتيّب، نال الجائزة الأولى في جامعة كامبريدج لعام 1785م.
كان للمقالة تأثير كبير على الجمهور، ما جعل كلاركسون يُقدّم العديد ممن كانوا متعاطفين مع فكرة إلغاء تجارة العبيد، كان بعضهم قد سبق له وأن شنّ حملات ضد الاستعباد، من بين هؤلاء الأشخاص أُناس مؤثرون في المجتمع مثل «جيمس رامزي» و«جرانفل شارب» وعدد من «الكويكر» وغيرهم من غير المؤيدين. كانت الحركة تستجمع قواها لعدة سنوات بعد أن أسسها الكويكر في كل من بريطانيا والولايات المتحدة على جانبي المحيط الأطلسي، وذلك بدعم من الميثوديين والمعمدانيين في المقام الأول. في عام 1783م قدّم 300 شخص من الكويكر تواقيعهم للبرلمان على العريضة الأولى ضد تجارة العبيد وكان معظمهم من لندن.
على إثر هذه الخطوة، شكلت مجموعة صغيرة لجنة لإلغاء تجارة العبيد، وكانت هذه المجموعة غير طائفية تستطيع الضغط من خلال تشكيل اتحاد مع الأنجليكانيين أصحاب المقاعد في البرلمان، فمُنعت الكويكر من الحصول على مقاعد برلمانية حتى أوائل القرن التاسع عشر، في حين كان لرجال دين الكنيسة الأنجيليكانية الحق في الحصول على المقاعد في مجلس اللوردات. يبلغ عدد الأعضاء المؤسسين 12 عضوًا، تسعة منهم من الكويكر وثلاثة من الروّاد الأنجيليكانيين (كلاركسون وجرانفيل شارب وفيليب سانسوم)، وقد تعاطفوا مع النهضة الدينية التي كانت ذات أصول مُنشقّة في المقام الأول، ولكنّه سعى للحصول على دعم أوسع (للصحوة العظمى)، إذ لا يُحمل الطابع الطائفي بين المعتقدين فيها.

## حملة مكافحة الاستعباد
كان لنشر مقالة كلاركسون تأثير وتشجيع، ما أدى لتشكيل لجنة غير رسميّة بين مجموعات صغيرة من الكويكر الذين وقّعوا على العريضة -بالإضافة إلى كلاركسون- وغيرهم؛ وذلك بغية الضغط على أعضاء البرلمان، فتشكّلت في عام 1787م لجنة هدفها إلغاء تجارة العبيد، ضمّت هذه اللجنة جرانفيل شارب بمنصب الرئيس، بالإضافة إلى «جوزيه ويدجود» وكلاركسون أيضًا. اقترب كلاركسون من الشاب ويليام ويلبرفورس الذي كان أنجيليكانيًا ونائبًا في البرلمان البريطاني. كان ويلبرفورس من البرلمانيين القلائل الذين أبدوا تعاطفهم مع عريضة الكويكر، فطرح سؤالًا مهمًا بالفعل حول تجارة العبيد أمام مجلس العموم البريطاني الذي أصبح معروفًا باعتباره واحدًا من أقدم الأنجيليكانيين الداعين للتحرير من العبودية.
اتخذ كلاركسون دورًا قياديًا في علاقات لجنة إلغاء تجارة العبيد، إذ كُلّف بمهمة جمع الأدلة لدعم فكرة التحرر من الاستعباد وتجارتها. واجه معارضةً شديدة من مؤيّدي تلك التجارة في بعض المدن التي قام بزيارتها؛ لأن تجّار العبيد كانوا مجموعة من المؤثرين في ذاك المجتمع، وكانت تجارة مشروعة مربحة للغاية، ازدهرت بسببها الكثير من موانئهم بشكل واضح.
كانت ليفربول قاعدةً رئيسة لمجموعة تجّار العبيد والميناء الرئيس لسفنهم. في عام 1787م هوجم كلاركسون أثناء زيارته للمدينة وكاد أن يُقتل، إذ دُفع لعصابة من البحّارة كي يغتالوه، وبالكاد نجى بحياته، لكنه بالرغم من ذلك حصل على الدعم في مكان آخر، حيث أثّر خطاب كلاركسون وحفّز حملة التحرر من الاستعباد في الكنيسة الجماعية في مانشستر (المعروفة الآن ب كاتدرائية مانشتر) في 28 أوكتوبر عام 1787م.
وفي العام نفسه نشر كلاركسون كُتيّبًا بعنوان «عرضٌ موجز لتجارة العبيد، والنتائج المحتملة للتحرر منها».
كان كلاركسون فعّالًا جدًا في إعطاء اللجنة مكانة شعبيّة عالية؛ فأمضى العامين التاليين في السفر حول إنجلترا، يجمع الأدلة ويروّج لقضيّته. وفي هذا الشأن أجرى مقابلات مع 20000 بحّار خلال بحثه. حصل من خلالها على معدّات التعذيب المستخدمة في السفن التي يتاجر فيها بالعبيد، كالأصفاد الحديدية وأغلال الساقين ولوالب الإبهام وأدوات لإجبار العبيد بإبقاء فكّيهم مفتوحين، والعلامات الحديدية الحارقة التي تُدمغ على جلود العبيد. نشر كلاركسون نقوش تلك العلامات الحديدية في كُتيّباته وعرض الأدوات في الاجتماعات العامة.
ساهمت مقالات كلاركسون بنقله إلى الموانئ الإنجليزية مثل بريستول، حيث حصل على الكثير من البيانات من مالك حانة سيفين ستارز (التي ما يزال مبناها قائمًا حتّى الآن في توماس لين). بقي كلاركسون في حالة سفر متكرر بين ليفربول ولندن لجمع الأدلّة الملموسة الداعمة لقضية إلغاء العبودية.
زار كلاركسون السفن التجارية الأفريقية، وبالرغم من أنها ليست بسفينة لتجارة العبيد، حملت على متنها شحنة من البضائع ذات جودة مرتفعة، كالعاج المنحوت والمنسوجات وشمع النحل، ومنتجات مثل زيت النخيل والفلفل، أعجب كلاركسون بالجودة العالية والمهارة والحرفية الظاهرة في شحنة البضائع.

## روابط خارجية
- توماس كلاركسون على موقع الموسوعة البريطانية (الإنجليزية)